# Жорновка (приток Березины)
Жорновка (бел. Жорнаўка) — река в Белоруссии, в Березинском районе Минской области, правый приток реки Березина.
Длина реки — 29 км, площадь водосборного бассейна — 125 км², средний уклон реки 1 м/км.
Берёт начало в торфяниках около деревни Смолярня в 16 км к западу от города Березино на границе с Червенским районом. От истока основное направление течения Уши — северо-восток, затем река поворачивает на юго-восток. В верховьях также называется Смолярня.
Течёт по Центральноберезинской равнине. В верхнем течении русло канализировано. Река принимает сток из ручьев и мелиоративных каналов.
Приток — ручей Логовой (слева).
Река протекает деревни Смолярня, Жеремец, Вячычин, Пружанка, Жорновка. Впадает в Березину на северных окраинах города Березино.